# Philibert Dié Foneye
Philibert Dié Foneye – iworyjski piłkarz grający na pozycji obrońcy. W swojej karierze grał w reprezentacji Wybrzeża Kości Słoniowej.

## Kariera reprezentacyjna
W 1980 roku Dié Foneye został powołany do reprezentacji Wybrzeża Kości Słoniowej na Puchar Narodów Afryki 1980. Zagrał w nim w jednym meczu grupowym, z Egiptem (1:2).